# Einschwenken
Einschwenken ist die Bewegung einer militärischen Abteilung, um den Übergang aus einer geöffneten Kolonne in die Linie zu bewerkstelligen.
Das Einschwenken steht im Gegensatz zum Abschwenken. Soll die Linie in der gleichen Ordnung hergestellt werden, wie sie vor dem Abschwenken war, so muss eine rechts abschwenkende Kolonne nach links einschwenken und umgekehrt. 